# Красная нить (предприятие)
Красная нить — текстильное предприятие в Санкт-Петербурге.

## История

### Российская Империя
Компания была открыта 29 мая 1849 года в Петербурге на Выборгской стороне как бумагопрядильня (бумагопрядильная мануфактура) гостинодворского купца второй гильдии Ивана Ивановича Торшилова. По проекту архитектора А. Н. Рокова был построен пятиэтажный бумагопрядильный корпус (менее чем за два года), затем рядом были возведены одноэтажные конторские здания.
В 1868 году, незадолго до своей смерти, Торшилов передал производство своему старшему сыну Ивану. Иван вёл семейное дело ненадлежащим образом, производство пришло в упадок, и, желая поправить дела, Иван решил совершить подложное банкротство: застраховал компанию, затем переписал её на имя родственника жены купца Дмитрия Сокова и объявил себя несостоятельным. Вскоре Соков объявил Ивану, что не уступит своих прав на прядильню. Тогда Торшилов решил получить страховку, устроив зимой 1877 года взрыв и поджог фабрики. Следствие доказало факт поджога и участия в нём Торшилова, поэтому страховку он не получил. После этого дела купеческая династия Торшиловых закончилась, однако фабрика ещё долго называлась «торшиловской».
После пожара Соков восстановил для производства два этажа, но фабрика работала плохо, и через девять лет была закрыта. Вскоре компания была выкуплена у Сокова «Товариществом Невской ниточной мануфактуры».
Сгоревший корпус был восстановлен полностью, а в 1890 году к нему был пристроен со стороны набережной новый корпус, по проекту архитектора Ф. К. фон Пирвица. На территории компании было построено несколько жилых домов для рабочих.
Компания вновь начала работу в 1891 году, войдя в состав «Товарищества» как «Бумагопрядильная мануфактура „Невка“».
В 1892 году владельцем компании стал англичанин Джон Коатс, один из совладельцев крупнейшей английской фирмы по производству ниток.
В 1912 году в здании мануфактуры разместилось предприятие по производству ниток и пряжи «Невка», на Выборгской наб., 19. На фабрике трудились 600 работников; помимо неё, «Товарищество Невской ниточной мануфактуры» владело и фабрикой на М. Болотной ул., д.12, где было 1.670 рабочих.

### Советский период
После Октябрьской революции компания была национализирована, и в 1922 году переименована в фабрику «Красная нить», которая специализировалась на выпуске швейных нитей.
После начала Великой Отечественной войны, в 1941 году, производство было остановлено, а оборудование эвакуировано. В 1945 году производство было возобновлено.

### Постсоветское время
В 1994 году государственное предприятие «Прядильно-ниточный комбинат (ПНК) „Красная Нить“» было преобразовано
в Открытое акционерное общество «Прядильно-ниточный комбинат „Красная Нить“» (ОАО «ПНК „Красная нить“»).
В середине октября 2017 года на сайте компании появилось «Уведомление об изменении наименования юридического лица» — Публичное акционерное общество «Прядильно-ниточный комбинат „Красная нить“» (ПАО «ПНК „Красная нить“») с 06.12.2016 именуется Акционерным обществом «ПНК „Красная нить“».

## Современное положение
В настоящее время основным направлением деятельности компании является производство и реализация швейных ниток. Компания «Красная нить» предлагает широкий ассортимент ниток для швейной, трикотажной, обувной, кожгалантерейной, и автомобильной промышленности, а также для пошива мебели, зашивания тарных мешков, и полиграфических работ.
В 1986 году, благодаря тесному сотрудничеству с учёными Лен НИИТП, на базе «Красной Нити» впервые в России был разработан и освоен выпуск армированных ниток ЛЛ (35ЛЛ, 45ЛЛ, 70ЛЛ). Армированные нитки гарантируют высокую прочность соединения деталей, хороший вид строчек, прочность окраски, эластичность, малую усадку при влажно-тепловой обработке. Помимо них выпускаются также штапельные нитки, на 100 % состоящие из полиэстера, комплексные полиэфирные нитки, и нитки торгового намота.
Высокое качество ниток достигнуто за счёт использования современного оборудования с электронной очисткой пряжи и безузловым методом соединения концов пряжи, в отделке применения импортных красителей, специальной эмульсии, повышающей устойчивость к истиранию и скорость скольжения при пошиве. Нитки выпускаются в широкой цветовой гамме.
Приказом председателя КГИОП № 15 от 20.02.2001 Комплекс построек товарищества Невской ниточной мануфактуры «Невка» включен в перечень памятников архитектуры в качестве выявленного объекта культурного наследия.